# Tom Felleghy
Tom Felleghy; eigentlich Tamás Fellegi, auch Felleghi (* 26. November 1921 in Budapest; † 13. September 2005 in Bracciano) war ein italienischer Schauspieler ungarischer Abstammung.

## Leben
Tom Felleghy studierte in Budapest Schauspiel und Regie und arbeitete vor allem am Theater, zwar auch als Schauspieler, aber primär als Regisseur. In dieser Tätigkeit arbeitete er mit allen namhaften ungarischen Schauspielern der damaligen Zeit zusammen.
Nach dem Volksaufstand im Jahre 1956 floh er nach Österreich; nach vielen Schwierigkeiten und über Umwege gelangte er schließlich in die europäische Filmmetropole der damaligen Zeit, Cinecittà in Rom.
Von 1958 an spielte er kleine Rollen in italienischen Filmen. Im Jahre 1964 nahm er das Angebot für die Hauptrolle in dem norwegischen Film „Marenco“ als gleichnamiger Emigrant an. Es blieb seine einzige Hauptrolle.
Danach sah man ihn in Auftritten jedweden Genres; im Laufe der Zeit wurden seine Rollen kleiner und oft hatte er nur kurze Gastauftritte (es gibt eine beträchtliche Anzahl von Filmen, in denen er lediglich in einer Szene zu sehen ist) in italienischen, aber auch internationalen, in Italien gedrehten Filmen. Typische Rollen waren ranghohe Offiziere, Ärzte, Sheriffs oder Staatsanwälte. Bis 1993 wirkte er an mindestens 244 Filmen und Fernsehproduktionen mit.

## Filmografie (Auswahl)
- 1959: Caltiki – Rätsel des Grauens (Caltiki il mostro immortale)
- 1959: Tina räumt auf (La sceriffa)
- 1959: Caltiki – Rätsel des Grauens (Caltiki il mostro immortale)
- 1960: Aladins Abenteuer (Le meraviglie di Aladino)
- 1961: Die Horden des Khan (Ursus e la ragazza tartara)
- 1961: I magnifici tre
- 1961: Sodom und Gomorrha (Sodoma e Gomorra)
- 1963: Ursus, der Unbesiegbare (Ursus nella terra di fuoco)
- 1964: Marco – der Unbezwingbare (Maciste alla corte dello zar)
- 1965: Oklahoma John – Der Sheriff von Rio Rojo (Oklahoma John)
- 1966: Arizona Colt (Arizona Colt)
- 1966: Django – Sein Gesangbuch war der Colt (Le colt cantarono la morte e fu… tempo di massacro)
- 1966: El Cisco
- 1966: El Rocho – der Töter (El Rojo)
- 1966: Für 1000 Dollar pro Tag (Per mille dollari al giorno)
- 1966: La grande notte di Ringo
- 1966: Vajas con Dios, Gringo
- 1967: Andere beten – Django schießt (Se vuoi vivere… spara!)
- 1967: Chamaco (Killer Kid)
- 1967: Fünf gegen Casablanca (Attentato ai tre grandi)
- 1967: Der Gehetzte der Sierra Madre (La resa dei conti)
- 1967: Ein Halleluja für Django (La più grande rapina del West)
- 1967: Lola Colt… sie spuckt dem Teufel ins Gesicht (Lola Colt)
- 1967: Nato per uccidere
- 1967: Perry Rhodan – SOS aus dem Weltraum (…4 …3 …2 …1 …morte)
- 1967: Stinkende Dollar (Le due facce del dollaro)
- 1967: Argoman – Der phantastische Supermann (Come rubare la corona d'Inghilterra)
- 1968: Django spricht kein Vaterunser (Quel caldo maledetto giorno di fuoco)
- 1968: Il pistolero segnato da Dio
- 1969: Blonde Köder für den Mörder
- 1969: Königstiger vor El Alamein (La battaglia di El Alamein)
- 1969: Zwölf plus eins (Una su 13)
- 1971: Ben und Charlie (Amico, stammi lontano almeno un palmo…)
- 1971: Lo chiamavano King
- 1971: Die neunschwänzige Katze (Il gatto a nove code)
- 1971: Der Schwanz des Skorpions (La coda dello scorpione)
- 1971: Un uomo chiamato Dakota
- 1971: Vier Fliegen auf grauem Samt (4 mosche di velluto grigio)
- 1972: Bada alla tua pelle Spirito Santo!
- 1972: Das Lied von Mord und Totschlag (Los amigos)
- 1973: Corte marziale
- 1973: Partirono preti, tornarono… curati
- 1973: Sieben Tote in den Augen der Katze (La morte negli occhi del gatto)
- 1974: Der Berserker (Milano odia: la polizia non può sparare)
- 1974: Daisy Miller (Daisy Miller)
- 1974: Der Mann ohne Gedächtnis (L'uomo senza memoria)
- 1974: Mussolini – Die letzten Tage (Mussolini ultimo atto)
- 1974: Zwei durch dick und dünn (Che botte, ragazzi!)
- 1975: Auge um Auge (La città sconvolta: caccia spietata ai rapitori)
- 1975: Flash Solo (Il giustiziere sfida la città)
- 1975: Labyrinth des Schreckens (Gatti rossi in un labirinto di vetro)
- 1975: Rosso – Farbe des Todes (Profondo rosso)
- 1975: Die Viper (Roma a mano armata)
- 1976: Bewaffnet und gefährlich (Liberi armati pericolosi)
- 1976: Eiskalte Typen auf heißen Öfen (Uomini si nasce poliziotti si muore)
- 1976: Schwarzer Engel (Obsession)
- 1977: Der Mann aus Virginia (California)
- 1978: Der Angriff kommt aus dem All, und auf der Erde herrscht Terror (Occhi dalle stelle)
- 1978: Covert Action – Rauschgift tötet leise (Sono stato un agente C.I.A.)
- 1978: Die große Offensive (Il grande attacco)
- 1978: Sklavenmarkt der weißen Mädchen (La via della prostituzione)
- 1979: Kommissariat 9: Big Business
- 1980: Eine Faust geht nach Westen (Occhio alla penna)
- 1980: Noch ein Käfig voller Narren (La cage aux folles II)
- 1981: Hilfe, meine Frau geht wieder zur Schule (Mia moglie torna a scuola)
- 1983: The Riffs II – Flucht aus der Bronx (Fuga dal Bronx)
- 1984: Ein Mann sieht klar (Vediamoci chiaro)
- 1984: Ein Skandal in besten Kreisen (Uno scandalo perbene)
- 1985: Der Assisi Untergrund (The Assisi Underground)
- 1986: Ein wahrer Jünger seines Herrn (Saving Grace)
- 1986: Der Brummbär (Il burbero)
- 1987: Ich und meine Schwester (Io e mia sorella)
- 1991: Voci dal profondo